# Lycodon jara
Lycodon jara, también conocida como serpiente lobo de manchas gemelas, es una especie de serpiente del género Lycodon, de la familia de los colúbridos.

## Hallazgo y distribución
La serpiente fue descrita por primera vez por el zoólogo británico, George Shaw en el año 1802, y habita en la India: (Assam, Ganjam, Arunachal Pradesh (Chessa, Itanagar – Papum Pare distrito), Uttar Pradesh (Dehradun – Mukherjee), y también ha sido hallada en Nepal, Java y Bangladés.

## Descripción
- Longitud: 40 centímetros.
- Color: Blanco, amarillo y marrón.

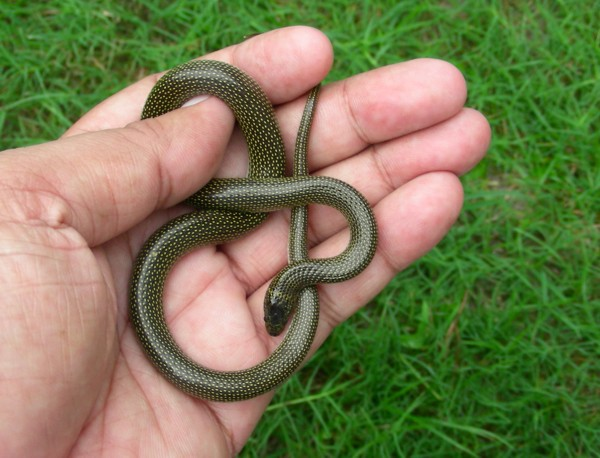

- Posee un hocico muy deprimido y ojos bastante pequeños. Su rostral es mucho más amplio que largo, y solo visible desde arriba.
- Las escamas dorsales son lisas y se distribuyen en 17 filas.